# Tegueste
Tegueste – gmina w Hiszpanii, w prowincji Santa Cruz de Tenerife, we wspólnocie autonomicznej Wysp Kanaryjskich, o powierzchni 26,41 km². W 2011 roku gmina liczyła 10 904 mieszkańców.